# Мило

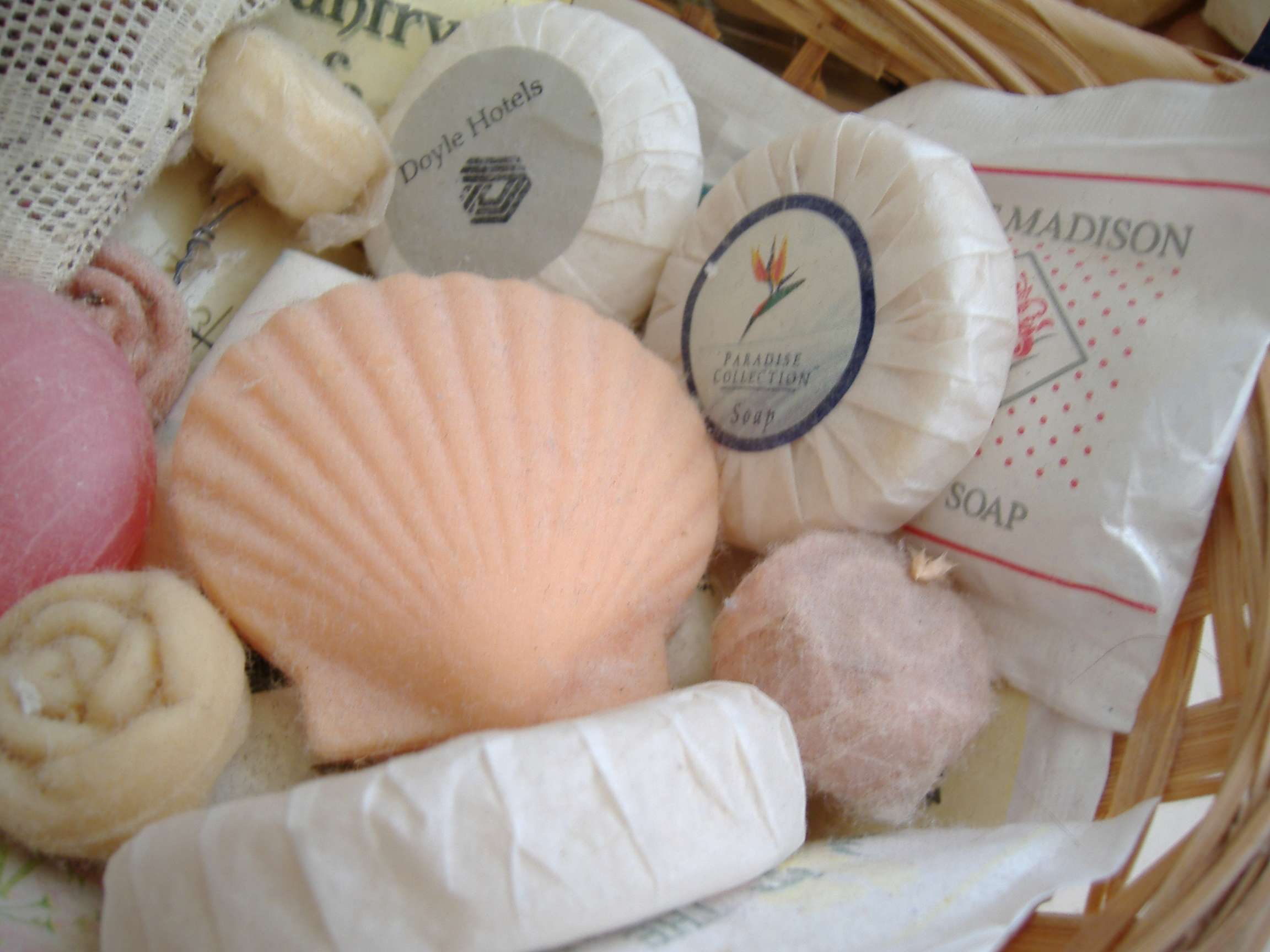
Декоративне мило часто зустрічається в готелях

Ми́ло — розчинна у воді мийна речовина; основним компонентом мила є солі (зазвичай натрієві або калієві) жирних кислот. Випускається в твердому стані, рідкому, а також у вигляді порошку і гранул.

## Мийна дія мила
Мийна дія мила — складний фізико-хімічний процес. Мило є посередником між полярними молекулами води і неполярними частинками бруду, нерозчиненого у воді. За хімічною природою мило — це сіль, йонна сполука. Вона містить полярний залишок — COO-Na+ і неполярний радикал R. Під час миття молекули мила так орієнтуються на забрудненій поверхні, що полярні групи — COONa звернені до полярних молекул води, а неполярні вуглеводневі радикали — до неполярних часток бруду. Таким чином частинки бруду ніби потрапляють в оточення молекул мила і легко змиваються з поверхні водою.
У твердій воді мило втрачає свою мийну дію, тому що утворюються нерозчинні магнієві та кальцієві солі вищих карбонових кислот. У зв'язку з цим широко розвивається виробництво синтетичних мийних засобів. Вони мають добру мийну дію і не втрачають її у твердій воді. До ефективних синтетичних мийних засобів належать алкілсульфати. Це натрієві солі моноестерів сульфатної кислоти з вищими спиртами RO–SO2ONa, де R — насичений вуглеводневий радикал. Молекули цих солей містять 12–14 атомів карбону (вуглецю) і мають дуже добрі мийні властивості. Кальцієві та магнієві солі їх розчинні у воді, а тому такі мийні засоби миють і у твердій воді. Вони входять до складу поширених пральних порошків.
Мило і синтетичні мийні засоби належать до так званих поверхнево-активних речовин (ПАР). Їхнє широке застосування часто пов'язують із забрудненням водойм, довкілля фосфатами, які у водоймах перетворюються на речовини, що живлять мікроорганізми. Вони починають швидко розмножуватись. А це спричинює заболочення водойм. Через це сучасні мийні засоби повинні хімічно чи біологічно розкладатися на нешкідливі речовини, що не забруднюють стоки. 

## Хімічний склад мила
Мило буває рідке і тверде. Агрегатний склад мила залежить від металу, який входить до складу та від ступеня насиченості жиру, від якого воно походить.
C17H35COONa - це формул твердого мила, систематична назва - стеарат Натрію.
C17H33COOK - це формула рідкого мила, систематична назва - олеат Калію.

## Добування мила
Реакцію запропонував французький хімік Ніколя Леблан
{\displaystyle {\ce {C17H35COOH + NaOH=C17H35COONa +H2O}}}

## Хімічні властивості мила
Горіння мила:
{\displaystyle {\ce {2C17H35COONa + 52O2=35CO2 + 35H2O +Na2CO3}}}
Мило реагує із кислотами :
{\displaystyle {\ce {C17H35COONa + HCl = C17H35COOH + NaCl}}}
Мило взаємодіє із солями:
{\displaystyle {\ce {2C17H35COONa + CuSO4= (C17H35COO)2Cu v + Na2SO4}}}
Саме ця реакція пояснює можливості мила втрачати або покращувати свою мийну здатність через твердість води, яка обумовлена складом йонів солей, що здатні вступати у реакцію із милом.

## Історія
Історичні джерела вказують на те, що мило виготовлялося ще в стародавньому Шумері в Вавилоні (близько 2800 р. до н. е.). Описи технології виготовлення мила знайдені в Месопотамії на глиняних табличках, що належать приблизно до 2200 р. до н. е. Єгипетський папірус середини другого тисячоліття до нашої ери свідчить, що єгиптяни регулярно милися з використанням мила. Широко використовувались подібні мийні засоби і у Стародавньому Римі.
Пліній Старший, який документував життя у першому сторіччі н. е., згадує мило як «винахід галлів». Слово «sapo» («мило» латинською) скоріш за все є запозиченням із ранніх германських мов і є когнатом із латинським «sebum», лій.
Тверде мило було винайдене у 1170 році і походить від латинського sapo (суміш жиру і попелу).
Центрами виготовлення мила на Близькому Сході на VIII ст. були мануфактури міст Наблус, Фес, Дамаск, Алеппо. На основі привезеної з Сирії технології виробництва Алеппського мила на основі оливкової олії (фр. savon d'Alep) перша французька мануфактура з виробництва аналогічного мила була згадана 1370 року біля Марселя, хоча мило виготовляли тут ще з ІХ ст. На 1430 аналогічна мануфактура була закладена в Тулоні, згодом у Ліоні, що стали визнаними центрами виробництва мила у Європі. Ще одним значним центром виробництва мила була Іспанія. На XVII ст. марсельський склад мила перебував під наглядом короля Людовика XIV, який запросив до Версалю найкращих миловарів, парфюмерів. В ході реформи короля 1688 інтендант фінансів Кольбер закріпив назву Марсельського мила (фр. savon de Marseille — Марсельське мило) за милом на основі оливкової олії та ввів основи контролю його якості. На 1709 в Марселі існувало до 30 великих мануфактур з виробництва мила. Перші цехи миловарів існували в Празі (1464), Львові (1445), де на утримання міста йшли зокрема прибутки крамів, буд, лав миловарів та двох лазень.
Створення милоподібної напіврідкої речовини «сапо» дало можливість жінкам використати її не лише для прання, але й для косметичних цілей: укладки волосся, фарбування. Проте ефект був недовготривалим, бо після потрапляння на цю суміш води, утворювалася густа піна і фарба легко змивалась.
Пізніше римляни стали використовувати для варіння жири та природну соду, без золи. Таку суміш змішували і тримали на вогні до повного випаровування води, в результаті чого виходили тверді шматки мила. Але мило виявилося таке жорстке, що його використовували тільки для прання.
В Європі і США безперервний процес миловаріння в промислових масштабах з'явився наприкінці 1930-х років разом з безперервним процесом гідролізу (розщеплення) жирів водою і парою під високим тиском у миловарних вежах.

## Технологія виготовлення

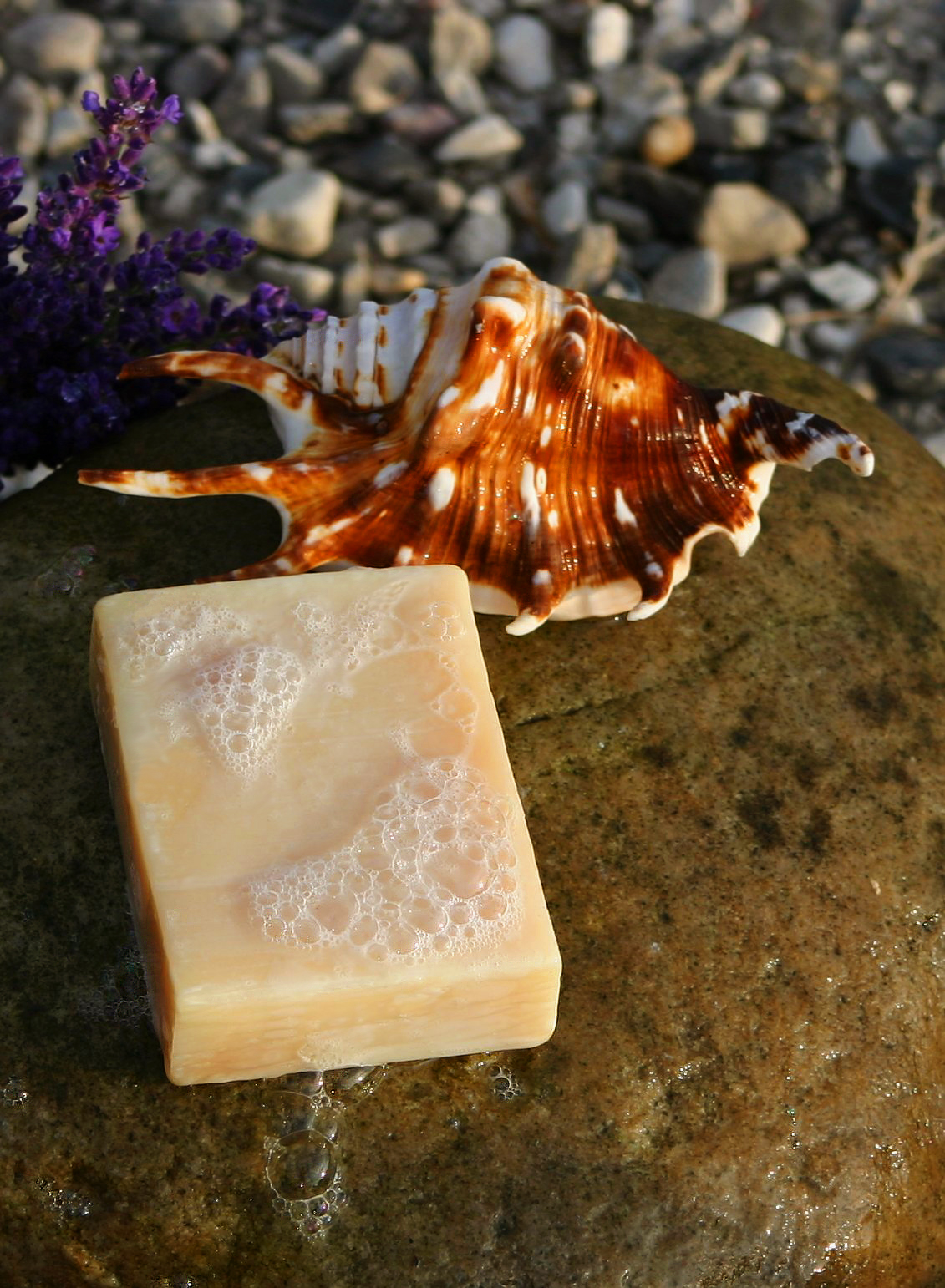
Мило ручної роботи з екстрактом кропиви

Головною складовою твердого мила є суміш розчинних солей вищих жирних кислот. Зазвичай це натрієві, рідше — калієві чи амонієві солі стеаринової, пальмітинової, міристинової, лауринової чи олеїнової кислот. Додатково в складі можуть бути: наповнювачі, барвники, ароматизатори, дезинфікуючі та лікувально-профілактичні додатки (борна кислота, тимол, гліцерин, хна, ланолін, дьоготь березовий, сірка, спермацет, гексаметафосфат та ін.). Важливими якостями мила є: розчинність в воді, мийна здатність, мило має не швидко стиратись та добре пінитись.
Мило виготовляють кип'ятінням у воді жирів з лугами: гідроксид натрію (каустична сода), гідроксид калію. Жири виділяють з продуктів рослинного походження: бавовняну, пальмову чи соєву олії, а також з тваринних продуктів: свинячого сала, яловичого чи баранячого жиру, риб'ячого жиру. Під час кип'ятіння жирів з лугами утворюється гліцерин та солі жирних кислот (мило). Натрієві мила густіші і, як правило, тверді; калійні мила м'якші або взагалі рідкі. Подальший етап виготовлення включає очищення мила від залишку солей, лугів та гліцерину.
До туалетних мил додають барвники, ароматизатори, інертний наповнювач (каолін) тощо. Господарське мило містить невелику кількість надлишкового лугу.

## Властивості мила (господарське мило 72%)
- Господарське мило є засобом для дезінфекції предметів особистої гігієни: гребінців, мийок, зубних щіток.

## Властивості мила (натуральне мило)
Натуральним можна вважати мило, яке містить такі ознаки
- Олія — тільки рослинного походження, бажано першого холодного віджиму. Чим далі по списку складу продукту знаходиться олія, тим менша його кількість у складі.
- Лужний розчин (NaOH гідроксид натрію + вода). Кращий варіант, коли замість води додають молоко, гідролат. На цьому етапі додавання рідини закінчується.
- Корисні компоненти. В Україні мед, дьоготь, косметичну глину, овочі, фрукти, яйця, молоко, тощо, можна додавати в мило.
- Обов'язкова висушування та витримка. Після того, як мило розлите по формах, проходить 2-3 дні, перед тим як його починають тільки нарізати на шматочки. З цього моменту мило починає активно сушитися та ставати твердішим. Тільки через 1 місяць його можна милити. А через 6 місяців — вважається, що мило дозріло. При цьому процес омилення в такому милі проходить постійно, таке мило називають ще «живе мило».
- Відсутність температурної обробки дозволяє в милі зберегти всі корисні компоненти, з яких воно було зроблене. Наприклад, додаючи в мило козяче або коров'яче молоко в свіжому вигляді (не порошок). Відбувається висушка води, яка міститься у милі, а корисні компоненти молока залишаються в первинному вигляді. При цьому не розвивається пліснява або бактерії, не потрібно додавати консерванти, емульгатори, стабілізатори тощо.

## Цікаво
- 3 квітня 1854 року англійський промисловець Вільям Госседж[en] отримав патент на виробництво мила із додаванням силікату натрію, що відігравав роль абразиву і понижувача твердості води.

### Відео
- (рос.)Discovery Canel «Як це зроблено. Мило» [Архівовано 6 липня 2015 у Wayback Machine.]